# الانتقال ما بعد الثانوي لطلاب المدارس الثانوية ذوي الإعاقة
يشير مصطلح "الانتقال بعد المرحلة الثانوية" لطلاب المدارس الثانوية من ذوي الإعاقة إلى المبدأ الذي يُلزم كل منطقة تعليمية عامة في الولايات المتحدة بتوفير تعليم عام مجاني، مناسب، ومُصمم بشكل فردي لجميع الطلاب ذوي الإعاقة الذين تتراوح أعمارهم بين 3 و21 عامًا، وذلك في بيئة تعليمية أقل تقييدًا ممكنة.
أُرسيت هذه الحقوق في عام 1975 عندما وقّع الرئيس جيرالد فورد على القانون العام رقم 94-142، المعروف باسم "قانون تعليم جميع الأطفال ذوي الإعاقة" (EAHCA).
وقد رحّب أولياء أمور الأطفال ذوي الإعاقة والمدافعون عن حقوقهم بهذا القانون، واعتبروه بمثابة "قانون الحقوق المدنية التعليمية" لأبنائهم، إذ يتيح لهم فرصة عادلة للنجاح في الحياة.
وفي عام 1990، ضُمنت لغة محددة تتعلق بمرحلة الانتقال في "قانون تعليم الأفراد ذوي الإعاقة" (IDEA)، و عُززت لاحقًا في تعديلات القانون الصادرة عام 1997.
تحصل برامج التعليم الخاص في المدارس العامة الأمريكية على دعم مالي متنوع من المستويات الفيدرالية والولائية، بهدف تمكين هذه البرامج من تلبية احتياجات الطلاب بشكل فعال..

## تاريخ
وقد أعيد إقرار القانون في أعوام 1983، و1990، و1997، و2004. في عام 1997 أُعيد تسمية القانون إلى قانون تعليم الأفراد ذوي الإعاقة. ومؤخراً، وقع الرئيس جورج دبليو بوش على هذا القانون ليصبح قانوناً نافذاً في 3 ديسمبر/كانون الأول 2004 (القانون العام 108-446).
القانون العام رقم 108-446، المعروف باسم "قانون تعليم الأفراد ذوي الإعاقة لعام 2004" (IDEA 2004)، يُعد تحديثًا رئيسيًا للتشريعات الخاصة بتعليم ذوي الإعاقة في الولايات المتحدة.
عقب صدور القانون، استغرقت وزارة التعليم الأمريكية نحو عامين لإعداد اللوائح الفيدرالية التي تهدف إلى توضيح الأجزاء الجوهرية من القانون والإجابة عن الأسئلة المتكررة بشأن تطبيقه.
وقد نُشرت الصيغة النهائية لتلك اللوائح في 14 أغسطس/آب 2006، ودخلت حيز التنفيذ بعد 60 يومًا، أي في 13 أكتوبر/تشرين الأول من العام نفسه.
وتُحدد هذه اللوائح، إلى حد كبير، الكيفية العملية لتطبيق أحكام القانون. وفي العديد من الجوانب، تتولى وكالات التعليم الحكومية والمحلية - أي المناطق التعليمية العامة - مسؤولية التنفيذ المباشر له.
يواصل قانون IDEA 2004 منح الطلاب ذوي الإعاقة الحق في التعليم العام. يواصل قانون IDEA لعام 2004 تنظيم خدمات التعليم الخاص المقدمة لهؤلاء الطلاب من خلال وكالات التعليم الخاصة والمدارس العامة. الأمر الأكثر أهمية هو أن قانون IDEA 2004 يركز على إعداد الطلاب ذوي الإعاقة، الذين تتراوح أعمارهم بين 16 عامًا (أو أقل) إلى 21 عامًا، للحياة بعد المدرسة الثانوية.

## من "Get'em In" إلى "Get'em Through" والآن "Get'em Ready!"

### خدمات الدفع مقابل خدمات السحب في التعليم الخاص
إن الخدمات المقدمة في التعليم الخاص مقابل الخدمات المقدمة بالسحب هي الطريقة التي تُقدم الخدمات في اجتماع IEP أو 504 وعملية وضع طفلك فيها. كان قانون "إدخالهم" إلى "إدخالهم" والآن "تجهيزهم!" يهدف إلى تحسين فهم احتياجات الطلاب ذوي الإعاقة. وتعرف أيضًا باسم خدمات السحب والدفع، وهي تهدف إلى فتح أبواب المدارس العامة للطلاب ذوي الإعاقة والخدمات. تعني الخدمات المنسحبة المتخصصين الذين يعملون بشكل وثيق مع الطلاب خارج فصول التعليم العام مثل الدعم التعليمي أو الخدمات ذات الصلة المقدمة في بيئات صغيرة أو فردية. وتشمل بعض الأمثلة علاج النطق، والعلاج المهني، والاستشارة، ومجموعات المتخصصين في القراءة. تعني خدمات الدفع المباشر المتخصصين الذين يعملون عن كثب داخل فصول التعليم العام. تتضمن بعض الأمثلة التعليم الشامل حيث يوجد مدرس تعليم خاص ومدرس تعليم عام وآخرون يعملون معًا مثل المعالجين والمساعدين المهنيين وطلاب التعليم العام والمتخصصين. إن العمل الجماعي داخل الفصل الدراسي يوفر للطلاب فرصًا في التعليم العام الشامل. يساعد الانسحاب الطلاب على عدم تفويت أي فرصة في الفصل الدراسي. يمكن أن تخلق خدمات الانسحاب فرصًا جيدة للطلاب الذين يحتاجون إلى المزيد من الخدمات الفردية ولكن الطالب قد يفقد المشاركة الكاملة في الفصل الدراسي. لقد تغير القصد العام للقانون بمرور الوقت بما يتماشى مع الفهم المحسن بشكل متزايد لاحتياجات الطلاب ذوي الإعاقة. الهدف هو إدخال الطلاب إلى الخدمات داخل المدرسة وخارجها لزيادة قدرتهم على اكتساب المهارات الحياتية.

## مزيد من التأكيد على التحول
يرتكز قانون تعليم الأفراد ذوي الإعاقة لعام 2004 (IDEA 2004) على سلسلة من التعديلات وإعادة الترخيص التي أُجريت في أعوام 1983، 1990، و1997، والتي ساهمت في توضيح مفهوم الانتقال (Transition) وتحديد توجهاته، مع تعزيز التركيز على المستقبل في خدمات التعليم الخاص.
ينص القانون على أن أحد أهدافه الرئيسية هو:
"... ضمان حصول جميع الأطفال ذوي الإعاقة على تعليم عام مجاني ومناسب، يركّز على التعليم الخاص والخدمات ذات الصلة المصممة لتلبية احتياجاتهم الفردية، وإعدادهم لمزيد من التعليم، والعمل، والمعيشة المستقلة ..."
(التأكيد من المؤلف). وتشير كلمة "المزيد" هنا إلى الغاية المستقبلية للتشريع والنتائج المرجوة منه.
يوفر قانون IDEA للطلاب ذوي الإعاقة إمكانية الحصول على خطة تعليمية فردية (IEP)، وهي بمثابة "عقد رسمي" يحدد الدعم والخدمات التي ستقدمها المدرسة لضمان استفادة الطفل من البرنامج التعليمي.
تساعد خطة IEP الأسر على تسجيل أطفالهم في المدارس العامة وتلقي خدمات مجانية خلال اليوم الدراسي، مثل:
- العلاج المهني
- العلاج الطبيعي
- خدمات النطق واللغة
- الدعم السلوكي
- المتخصصين في القراءة والكتابة وغيرها من الخدمات التي تُصمم بحسب احتياجات الطفل.

تتضمن خطة IEP الأهداف التعليمية للطالب، ومستواه الأكاديمي الحالي، وطريقة مشاركته في المنهاج التعليمي العام.
ويُتيح قانون IDEA للطلاب ذوي الإعاقة الالتحاق بالتعليم العام بين سن 3 و21 عامًا، مع ضمان حصولهم على تعليم عالي الجودة يعزز قدراتهم الأكاديمية ويُنمّي إمكاناتهم الفريدة..

## من هدم الجدران إلى النظر إلى ما وراء الجدران

### لم يعد قصر النظر التعليمي
لن يُسمح للمعلمين بعد الآن بتقييد رؤيتهم للتعليم على جدران الفصول الدراسية الأربعة وأربع سنوات من الدراسة الثانوية. التركيز على المستقبل. إن أحد التأثيرات المقيدة هو التشريع التعليمي "الآخر" - قانون عدم ترك أي طفل خلف الركب لعام 2001 (NCLB). يسعى قانون عدم ترك أي طفل خلف الركب باستمرار إلى توظيف خدمات وموارد التعليم الخاص نحو الاختبارات الموحدة وتحسين درجات الاختبارات. يواصل قانون IDEA 2004 مواجهة هذه المشكلة من خلال التأكيد على التعليم الفردي والإعداد الفردي للأطفال ذوي الإعاقة بشكل فردي لحياتهم الفردية في مجتمعاتهم الفردية بعد المدرسة الثانوية.
يعكس قانون IDEA لعام 2004 واللوائح المصاحبة له بشكل واضح التركيز على المستقبل من خلال الاستخدامات العديدة لكلمة "الانتقال" عندما يتعلق الأمر بتوجيه التعليم في المدرسة الثانوية وأنشطة الأطفال ذوي الإعاقة: الانتقال، وتخطيط الانتقال، وتقييمات الانتقال، وخدمات الانتقال، ومقدمي خدمات الانتقال.
في نظر الكثيرين، فإن خطة الانتقال الفعالة هي التي تقود برامج التعليم الفردية (IEPs) لطلاب المدارس المتوسطة والثانوية. يسلط قانون IDEA 2004 الضوء على أهداف ما بعد المرحلة الثانوية وتوفير خدمات الانتقال، بما في ذلك دورات الدراسة، لتسهيل انتقال الطلاب من المدرسة الثانوية إلى الحياة بعد المدرسة الثانوية.

## الانتقال من التعليم العاطفي إلى التعليم في مرحلة الطفولة المبكرة في IDEA 2004
في إطار قانون IDEA لعام 2004، تحتوي كلمة "الانتقال" على عدة تعريفات مختلفة وفقًا لسياقها في القانون. في IDEA 2004، يصف الانتقال عملية انتقال الطفل الصغير من خدمات التدخل المبكر (EI) إلى تعليم الطفولة المبكرة (ECE). في عملية الانتقال من التعليم المبكر إلى التعليم في مرحلة الطفولة المبكرة، يشير الانتقال إلى نقل الأطفال الصغار من بيئة واحدة، ومجموعة من الخدمات، وموظفي الخدمة إلى أخرى: "... الخطوات التي يجب اتخاذها لدعم انتقال الطفل الصغير ذي الإعاقة إلى مرحلة ما قبل المدرسة أو غيرها من الخدمات المناسبة". كما يشير إلى الانتقال من مجموعة واحدة من الحقوق إلى أخرى، "... الطفل الذي ينتقل من الجزء ج من القانون إلى الجزء ب ولم يعد مؤهلاً لخدمات الجزء ج لأنه بلغ 3 سنوات ..." (انظر).

## الانتقال بعد المرحلة الثانوية في قانون IDEA لعام 2004
عندما نتحدث عن الانتقال بعد المرحلة الثانوية فإن السياق هو أن الطلاب ذوي الإعاقة يحصلون على تعليمهم العام وخدماتهم في خطة التعليم الفردية الخاصة بهم حتى سن 21 عامًا. يسمح الانتقال بعد المرحلة الثانوية بموجب قانون IDEA بخدمات الانتقال المصممة للشخص وعملية التوجيه المحددة الخاصة به، مع الأخذ في الاعتبار نقاط القوة لدى الطفل وتفضيلاته واهتماماته بما في ذلك؛ التعليم؛ الخدمات ذات الصلة؛ تجارب المجتمع. على عكس انتقال خدمات EI إلى خدمات التعليم في مرحلة الطفولة المبكرة، يبدأ طلاب المدارس الثانوية فقط في وضع تلقي الحقوق - الحقوق في الخدمات. إن الطلاب الذين يغادرون، سواء بالتخرج، أو التقدم في السن، أو التسرب، يغادرون بشرط الأهلية المحتملة للخدمات، دون أي ضمان قانوني بأنهم سيستمرون في تلقي الخدمات. ومن بين العواقب المترتبة على ذلك، الحاجة الملحة إلى مساعدة الطلاب ذوي الإعاقة على تحقيق أقصى استفادة من الوقت الذي يقضونه في المدرسة الثانوية، في حين يتوفر بعض التمويل، على الأقل، للتحضير للحياة بعد المدرسة الثانوية. قبل مغادرة المدرسة الثانوية، يجب على الآباء الجلوس مع فريق IEP الخاص بطفلهم واتخاذ قرارات حياتية يدعمها النظام المدرسي حتى سن 21 عامًا. تشكل هذه القرارات صعوبة على الوالدين فيما يتعلق بالمكان الذي سترسل الأسرة طفلها إليه، سواء كان ذلك التعليم المستمر، أو العمل، أو التجارب المجتمعية، أو ربما كل هذا.

## اقتباسات IDEA 2004 المتعلقة بالانتقال بعد المرحلة الثانوية
إن الإشارات إلى القانون واللوائح المقابلة له في هذه المادة بشأن الانتقال بعد المرحلة الثانوية مأخوذة من FR Doc 06-6656 [السجل الفيدرالي: 14 أغسطس 2006 (المجلد 71، العدد 156)] [القواعد واللوائح [الصفحة 46539-46845] من السجل الفيدرالي عبر الإنترنت من خلال GPO Access [wais.access.gpo.gov] [DOCID:fr14au06-14]. يرجى الاطلاع على.

## خدمات الانتقال، وأهداف ما بعد المرحلة الثانوية، وتقييمات الانتقال
عندما نتحدث عن الانتقال بعد المرحلة الثانوية فإن السياق هو أن الطلاب ذوي الإعاقة يحصلون على تعليمهم العام وخدماتهم في خطة التعليم الفردية الخاصة بهم حتى سن 21 عامًا. يسمح الانتقال بعد المرحلة الثانوية بموجب قانون IDEA بخدمات الانتقال المصممة للشخص وعملية التوجيه المحددة الخاصة به، مع الأخذ في الاعتبار نقاط القوة لدى الطفل وتفضيلاته واهتماماته بما في ذلك؛ التعليم؛ الخدمات ذات الصلة؛ تجارب المجتمع. على عكس انتقال خدمات EI إلى خدمات التعليم في مرحلة الطفولة المبكرة، يبدأ طلاب المدارس الثانوية فقط في وضع تلقي الحقوق - الحقوق في الخدمات. إن الطلاب الذين يغادرون، سواء بالتخرج، أو التقدم في السن، أو التسرب، يغادرون بشرط الأهلية المحتملة للخدمات، دون أي ضمان قانوني بأنهم سيستمرون في تلقي الخدمات. ومن بين العواقب المترتبة على ذلك، الحاجة الملحة إلى مساعدة الطلاب ذوي الإعاقة على تحقيق أقصى استفادة من الوقت الذي يقضونه في المدرسة الثانوية، في حين يتوفر بعض التمويل، على الأقل، للتحضير للحياة بعد المدرسة الثانوية. قبل مغادرة المدرسة الثانوية، يجب على الآباء الجلوس مع فريق IEP الخاص بطفلهم واتخاذ قرارات حياتية يدعمها النظام المدرسي حتى سن 21 عامًا. تشكل هذه القرارات صعوبة على الوالدين فيما يتعلق بالمكان الذي سترسل الأسرة طفلها إليه، سواء كان ذلك التعليم المستمر، أو العمل، أو التجارب المجتمعية، أو ربما كل هذا.
وتشمل هذه: "(ب) خدمات الانتقال. يجب أن يبدأ في موعد لا يتجاوز أول خطة تعليمية فردية تصبح سارية المفعول عندما يبلغ الطفل 16 عامًا، أو أصغر إذا قرر فريق خطة التعليم الفردية أن ذلك مناسب، وتُحدث سنويًا، وبعد ذلك يجب أن تتضمن خطة التعليم الفردية ما يلي:
"(أأ) أهداف ما بعد الثانوية المناسبة القابلة للقياس بناءً على تقييمات الانتقال المناسبة للعمر فيما يتعلق بالتدريب والتعليم والتوظيف ومهارات الحياة المستقلة حيثما كان ذلك مناسبًا؛
"(بب) خدمات الانتقال (بما في ذلك دورات الدراسة) اللازمة لمساعدة الطفل في تحقيق هذه الأهداف ..."

### خدمات الانتقال
القسم 300.43 تشمل خدمات الانتقال ما يلي:
"(أ) تعني خدمات الانتقال مجموعة منسقة من الأنشطة للطفل ذي الإعاقة والتي -
"(1) صُمم ليكون ضمن عملية موجهة نحو النتائج، تركز على تحسين التحصيل الأكاديمي والوظيفي للطفل ذي الإعاقة لتسهيل انتقال الطفل من المدرسة إلى الأنشطة ما بعد المدرسة، بما في ذلك التعليم ما بعد الثانوي، والتعليم المهني، والتوظيف المتكامل (بما في ذلك التوظيف المدعوم)، والتعليم المستمر والتعليم للبالغين، والخدمات للبالغين، والمعيشة المستقلة، أو المشاركة المجتمعية؛
"(2) يعتمد على احتياجات الطفل الفردية، مع الأخذ في الاعتبار نقاط القوة لدى الطفل وتفضيلاته واهتماماته؛ ويتضمن-"
"(أ) التعليمات؛
"(ii) الخدمات ذات الصلة؛
"(ثالثًا) تجارب المجتمع؛
"(iv) تطوير التوظيف وأهداف المعيشة الأخرى للبالغين بعد مرحلة الدراسة؛ و
"(v) إذا كان ذلك مناسبًا، اكتساب مهارات الحياة اليومية وتوفير تقييم مهني وظيفي.
"(ب) قد تكون خدمات الانتقال للأطفال ذوي الإعاقة عبارة عن تعليم خاص، إذا قُدمت كتعليمات مصممة خصيصًا، أو خدمة ذات صلة، إذا لزم الأمر لمساعدة طفل من ذوي الإعاقة للاستفادة من التعليم الخاص.
"(السلطة: 20 USC 1401(34))"

### الانتقال – المشاركون في برنامج التعليم الفردي
"ب) المشاركون في خدمات الانتقال."
"(1) وفقًا للفقرة (أ) (7) من هذا القسم، يجب على الوكالة العامة دعوة طفل من ذوي الإعاقة لحضور اجتماع فريق برنامج التعليم الفردي الخاص بالطفل إذا كان الغرض من الاجتماع هو النظر في أهداف ما بعد المرحلة الثانوية للطفل وخدمات الانتقال اللازمة لمساعدة الطفل في تحقيق تلك الأهداف بموجب القسم 300.320 (ب).
"(2) إذا لم يحضر الطفل اجتماع فريق برنامج التعليم الفردي، فيجب على الوكالة العامة اتخاذ خطوات أخرى لضمان مراعاة تفضيلات الطفل واهتماماته.
"(3) إلى الحد المناسب، وبموافقة الوالدين أو الطفل الذي بلغ سن الرشد، في تنفيذ متطلبات الفقرة (ب) (1) من هذا القسم، يجب على الوكالة العامة دعوة ممثل عن أي وكالة مشاركة من المحتمل أن تكون مسؤولة عن توفير أو دفع تكاليف خدمات الانتقال."

### موافقة الوالدين والإخطار
"2) بالنسبة للطفل ذي الإعاقة الذي يبدأ في موعد لا يتجاوز أول خطة تعليمية فردية سارية المفعول عندما يبلغ الطفل 16 عامًا، أو أصغر إذا قرر فريق خطة التعليم الفردية أن ذلك مناسب، يجب أن يتضمن الإشعار أيضًا
"(أ) تشير إلى--
"(أ) أن يكون الغرض من الاجتماع هو النظر في أهداف ما بعد المرحلة الثانوية وخدمات الانتقال للطفل، وفقًا للمادة 300.320 (ب)؛ و
"(ب) أن تقوم الوكالة بدعوة الطالب؛ و
تحديد أي وكالة أخرى ينبغي دعوتها لإيفاد ممثل عنها.
"(2) يجب الحصول على موافقة الوالدين، أو موافقة الطفل المؤهل الذي بلغ سن الرشد بموجب قانون الولاية، قبل إصدار المعلومات الشخصية القابلة للتعريف إلى مسؤولي الوكالات المشاركة التي تقدم أو تدفع مقابل خدمات الانتقال وفقًا للمادة 300.321 (ب) (3)."

### الوكالات غير التابعة لهيئة التعليم المحلية لا تفي بالتزاماتها الانتقالية
"(ج) الفشل في تحقيق أهداف التحول -
"(1) فشل الوكالة المشاركة. إذا فشلت وكالة مشاركة، بخلاف الوكالة العامة، في توفير خدمات الانتقال الموضحة في خطة التعليم الفردية وفقًا للقسم 300.320 (ب)، فيجب على الوكالة العامة إعادة تشكيل فريق خطة التعليم الفردية لتحديد استراتيجيات بديلة لتلبية أهداف الانتقال للطفل المنصوص عليها في خطة التعليم الفردية.
(٢) البناء. لا شيء في هذا الجزء يُعفي أي جهة مشاركة، بما في ذلك وكالة إعادة التأهيل المهني الحكومية، من مسؤولية توفير أو دفع تكاليف أي خدمة انتقالية كانت الوكالة ستقدمها للأطفال ذوي الإعاقة الذين يستوفون معايير الأهلية الخاصة بتلك الوكالة.

## خطط أداء الدولة تضع "الأسنان" في متطلبات انتقال IDEA 2004
أين الأسنان؟ اعتبارًا من عام 2005، سوف تقوم الحكومة الفيدرالية بمراقبة خطط انتقال الطلاب ذوي الإعاقة. وستكون النتائج المتوقعة من عملية الرصد تحسين نتائج ما بعد المدرسة للطلاب ذوي الإعاقة، وهو ما أصبح ممكناً من خلال تحسين البرامج التعليمية داخل المدرسة.

### يراقب
ستُجرى المراقبة من خلال ثلاث مركبات مرتبطة ببعضها.
خطة أداء الدولة (SPP) (وخاصة المؤشرات 1 و2 و13 و14)
--تقرير الأداء السنوي (APR)
--عملية مراقبة التحسين المستمر (CIFMP)
تركز السنوات الأولى من المراقبة على إنشاء خط أساس لخطط التحول، وبعد ذلك ستستخدم الحكومات الفيدرالية وحكومات الولايات نتائج جمع البيانات وتحليلها للموافقة على برامج المدارس المحلية وإبلاغها وتوجيهها ومساعدتها في تحسين برامجها التعليمية.

## انتقال الطلاب يعني انتقال المعلمين
إن التخطيط لمستقبل الطالب الفرد يتطلب في كثير من الأحيان تحولاً نموذجياً لجميع المعنيين. من خلال خطة التعليم الفردية التي تكون سارية المفعول في العام الذي يبلغ فيه الطالب 16 عامًا، غالبًا ما تقوم خطط التعليم الفردية بإجراء تغيير بسيط من التغلب على العجز والاقتراب من المعايير التنموية إلى أهداف ما بعد المرحلة الثانوية وأنشطة خطة الانتقال وخدمات الانتقال التي تستفيد من نقاط القوة لدى الطلاب واحتياجاتهم وتفضيلاتهم واهتماماتهم.
ويبذل مجتمع المهنيين في مجال التعليم الخاص جهوداً حثيثة لمواكبة هذا التغيير في التركيز، ومن المؤكد أن الكثيرين يعتقدون أن الطريق لا يزال طويلاً. في هذه المرحلة، يتلقى ما يقرب من 6.5 مليون طفل خدمات التعليم الخاص. ومع ذلك، فإن عدد قليل من البرامج الجامعية، مثل تلك الموجودة في جامعة ويسكونسن وايت ووتر (انظر) تعمل على إعداد الجيل القادم من المعلمين المحترفين ليصبحوا فعالين في عملية التخطيط والإعداد للانتقال.

## روابط خارجية
- مراجعة IDEA 2004 والمعلومات المفيدة ذات الصلة
- معلومات عن مؤشرات خطة أداء الدولة 1 و2 و13 و14
- المساعدة الفنية لنتائج ما بعد المدرسة
- المساعدة الفنية للانتقال بعد المرحلة الثانوية
- الوقاية من التسرب الدراسي للطلاب ذوي الإعاقة